# Friedländer Bezirksbahnen
Die Friedländer Bezirksbahnen (FrBB), ab 1919 offiziell tschechisch: Frýdlantské okresní dráhy (FOD) waren eine Eisenbahngesellschaft in Österreich und dessen Nachfolgestaat Tschechoslowakei. Sitz der Gesellschaft war Friedland in Böhmen (Frýdlant v Čechách) im heutigen Tschechien.

## Geschichte
Der Bezirk Friedland lag im alten Österreich nördlich des Isergebirges. Die wenigen Gebirgspässe erschwerten den wirtschaftlichen Austausch mit dem Mutterland Böhmen erheblich. Ab 1875 gab es zwar mit der Strecke Pardubitz–Seidenberg der k.k. priv. Süd-Norddeutschen Verbindungsbahn (SNDVB) eine leistungsfähige Eisenbahnverbindung zwischen Österreich und Preußen, allerdings blieben die Verkehrsverhältnisse für die abseits der Hauptbahn gelegenen Gewerbebetriebe weiterhin unbefriedigend. In dieser Situation beantragte der Bezirksausschuß Friedland unter dem Vorsitz von Heinrich Ehrlich die Konzession für ein Netz von Lokalbahnen, die auch dem grenzüberschreitenden Verkehr nach Niederschlesien und Sachsen dienen sollten. 
Im April 1898 gründete der Bezirksausschuß Friedland in Böhmen zusammen mit der Centralverwaltung für Secundairbahnen Herrmann Bachstein aus Berlin und der Bank für Handel und Industrie in Darmstadt ein Konsortium zur Realisierung. Mit der Bauunternehmung Herrmann Bachstein wurde ein Vertrag geschlossen, wonach mit dem Bau der Strecken sofort begonnen werden sollte, wenn die beantragten Konzessionen erteilt waren.
Am 15. Februar 1899 erhielt der Bezirksausschuß Friedland sowohl die Konzession für die regelspurige Lokalbahn Raspenau–Weißbach als auch für die schmalspurige Lokalbahn Friedland–Reichsgrenze nächst Hermsdorf. Beide Strecken sollten innerhalb von zwei Jahren ab Konzessionserteilung in Betrieb gehen. Die Konzessionsfrist betrug 90 Jahre. Am 8. September 1900 wurde zudem noch die „Concession zum Baue und Betriebe einer als normalspurige Localbahn auszuführenden Locomotiveisenbahn von der Station Friedland der Süd-Norddeutschen Verbindungsbahn bis zur Reichsgrenze nächst Heinersdorf“ mit identischen Bedingungen erteilt.
Als erste Strecke wurde am 3. Mai 1900 die regelspurige Lokalbahn von Raspenau nach Weißbach eröffnet. Überregional bekanntgeworden sind die Friedländer Bezirksbahnen jedoch durch ihre am 25. August 1900 eröffnete Schmalspurbahn von Friedland nach Hermsdorf in Böhmen, die dort den Anschluss an die Schmalspurbahn Zittau–Hermsdorf der Kgl. Sächsischen Staatseisenbahnen herstellte. Insbesondere diese Strecke wurde später in der öffentlichen Wahrnehmung und in der Literatur mit der Friedländer Bezirksbahn gleichgesetzt. Die Strecke von Friedland nach Heinersdorf wurde am 2. August 1902 eröffnet. Am 1. November 1904 ging dort auch die Erweiterung bis zur Landesgrenze zusammen mit der preußischen Nebenbahn Greiffenberg–Heinersdorf in Betrieb. Den Betrieb führten die FrBB selbst aus. 

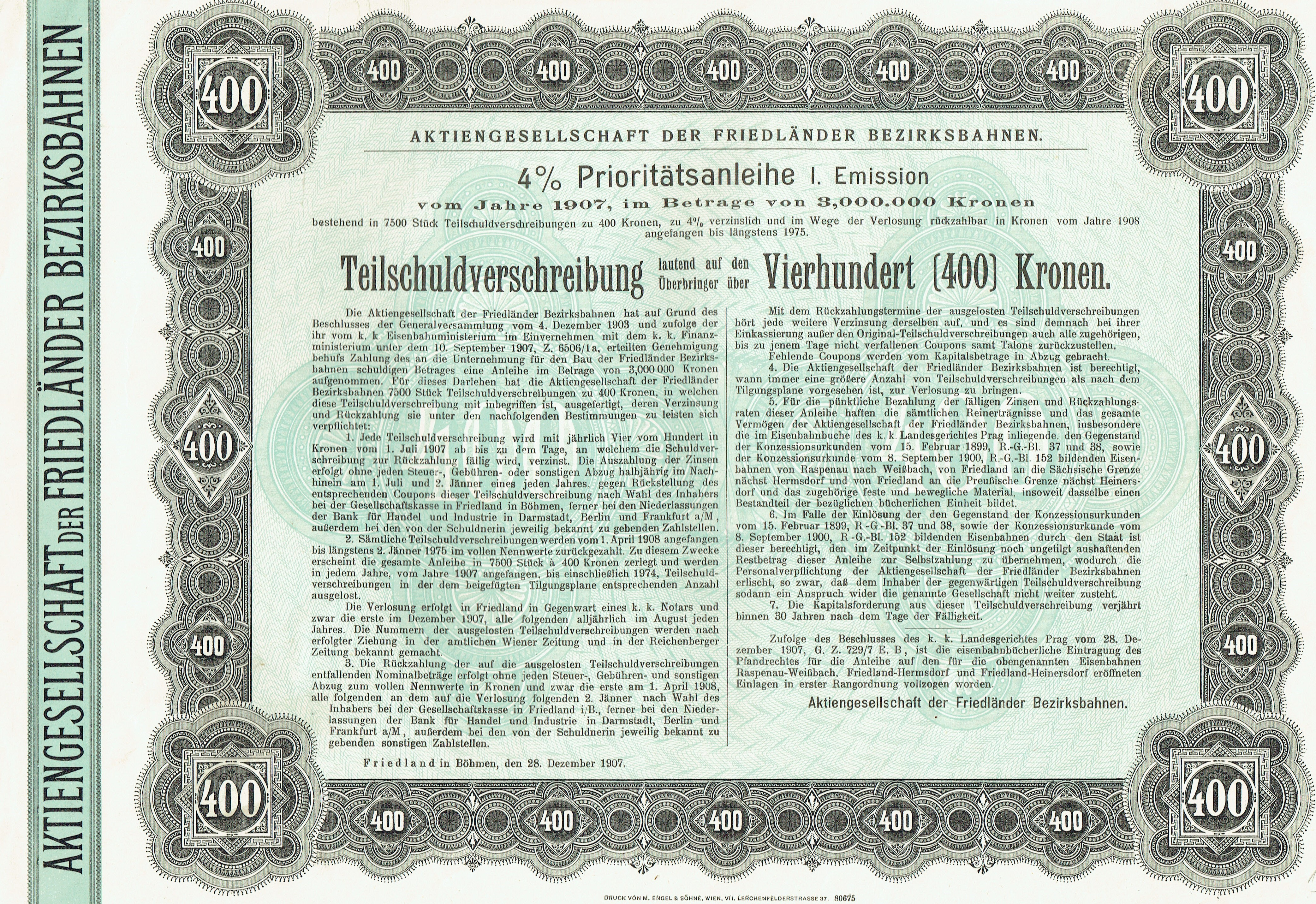
4 %-Prioritätsanleihe der Friedländer Bezirksbahnen vom 28. Dezember 1907

Die Aktiengesellschaft der Friedländer Bezirksbahnen als Eigentümer und Betreiber der Strecken wurde im März 1903 gegründet. Die Aktien wurden von den drei Mitgliedern des Konsortiums gezeichnet. Trotz der Staatsgarantie geriet das Unternehmen schon bald in eine wirtschaftliche Schieflage. Insbesondere die Schmalspurbahn nach Hermsdorf erwirtschaftete nie Gewinne und benötigte immer Zuschüsse für den Betrieb.
Nach dem Zerfall Österreich-Ungarns infolge des Ersten Weltkriegs lagen die Strecken der FrBB auf dem Gebiet der im Oktober 1918 begründeten Tschechoslowakei. Die FrBB firmierten fortan tschechisch als Frýdlantské okresní dráhy, kurz: FOD. 
Die veränderten wirtschaftlichen Bedingungen und die faktische Schließung der Grenzen zu Deutschland waren Anfang der 1920er Jahre für das Unternehmen existenzbedrohend. Der tschechoslowakische Staat kaufte sukzessive die Aktien auf. Zum 1. Jänner 1925 übernahmen die Tschechoslowakischen Staatsbahnen (ČSD) die Betriebsführung für Rechnung der Eigentümer. In den Folgejahren wurden die FOD (als rechtlich weiterhin fortbestehendes privatrechtliches Unternehmen) in die Strukturen der ČSD integriert. Die Fahrzeuge trugen ab 1935 Anschriften und Betriebsnummern nach den Normen der ČSD. 
Die Verstaatlichung und Auflösung des Unternehmens kam schließlich infolge der Angliederung des Sudetenlandes an Deutschland im Oktober 1938. Das Gesetz vom 2. August 1940 „betreffend die Übernahme von Eisenbahnen im Reichsgau Sudetenland und in den in die Reichsgaue Oberdonau und Niederdonau eingegliederten Teilen der sudendeutschen Gebiete auf das Reich“ regelte u. a. die Verstaatlichung von neun Lokalbahnen mit einer Gesamtlänge von 169,77 km, an denen der tschechoslowakische Staat bereits die Mehrheit der Aktienanteile besessen hatte. Die Strecken der FrBB gehörten fortan zum Netz der Deutschen Reichsbahn, Reichsbahndirektion Dresden. Nach dem Ende des Zweiten Weltkriegs kamen sie wieder zu den ČSD.
Nach 1945 ging die tschechoslowakische Verwaltung davon aus, dass die reichsdeutschen Verwaltungsakte rechtlich nichtig seien und das Unternehmen weiterbestünde. Am 30. Dezember 1948  wurden die FOD endgültig aufgelöst und das Vermögen rechtlich in unmittelbares Staatseigentum überführt. 
Die Schmalspurbahn nach Hermsdorf verlor im Sommer 1945 ihren grenzüberschreitenden Verkehr, im Jänner 1976 endete der zuletzt verbliebene Personenverkehr wegen Oberbauschäden. Im Jahr 1984 stillgelegt, wurde sie 1996 abgebaut. Die beiden regelspurigen Strecken bestehen noch. Sie werden heute in dichtem Takt im Schienenpersonennahverkehr betrieben, im Güterverkehr haben sie keine Bedeutung mehr. (Stand 2024)

## Die Strecken
- Raspenau–Weißbach (* 1900)
- Friedland–Landesgrenze nächst Hermsdorf, 750 mm (* 1900)
- Friedland–Landesgrenze nächst Heinersdorf (* 1902/1904)

## Fahrbetriebsmittel

### Lokomotiven und Triebwagen
Für ihre Schmalspurbahnen beschafften die FrBB drei Schmalspurlokomotiven von Krauss in Linz, die weitestgehend der Reihe U der kkStB entsprachen. Sie erhielten die Nummern 11 bis 13 und die Namen EHRLICH, FRIEDLAND und HERMSDORF. Wegen des grenzüberschreitenden Verkehrs erhielten die Lokomotiven die in Sachsen übliche Heberleinbremse und Trichterkupplung. Die ČSD reihten die Lokomotiven später in die Reihe U 37.0 ein und gab ihnen die Betriebsnummern U 37.007 bis 009.
Die Lokomotive U 37.007 (ehem. Nr. 11) befand sich als 99 791 im April 1945 zur Instandsetzung im RAW Chemnitz und verblieb nach Kriegsende bei den Schmalspurbahnen in Sachsen. Sie kam auf der Schmalspurbahn Hetzdorf–Eppendorf–Großwaltersdorf zum Einsatz, gelangte später zu den ehemaligen Prignitzer Kreiskleinbahnen, wurde dort in 99 4712 umgezeichnet und 1965 ausgemustert. Die U 37.008 (ehem. Nr. 12) schied 1966 in Frýdlant aus dem Betriebspark aus und wurde dann als Denkmallokomotive vor dem Bahnhof in Nymburk aufgestellt. Sie dient heute als Ersatzteilspender für die Museumslokomotive U 37.002 in Jindřichův Hradec. Die U 37.009 (ehem. Nr. 13) wurde 1963 in Frýdlant verschrottet.

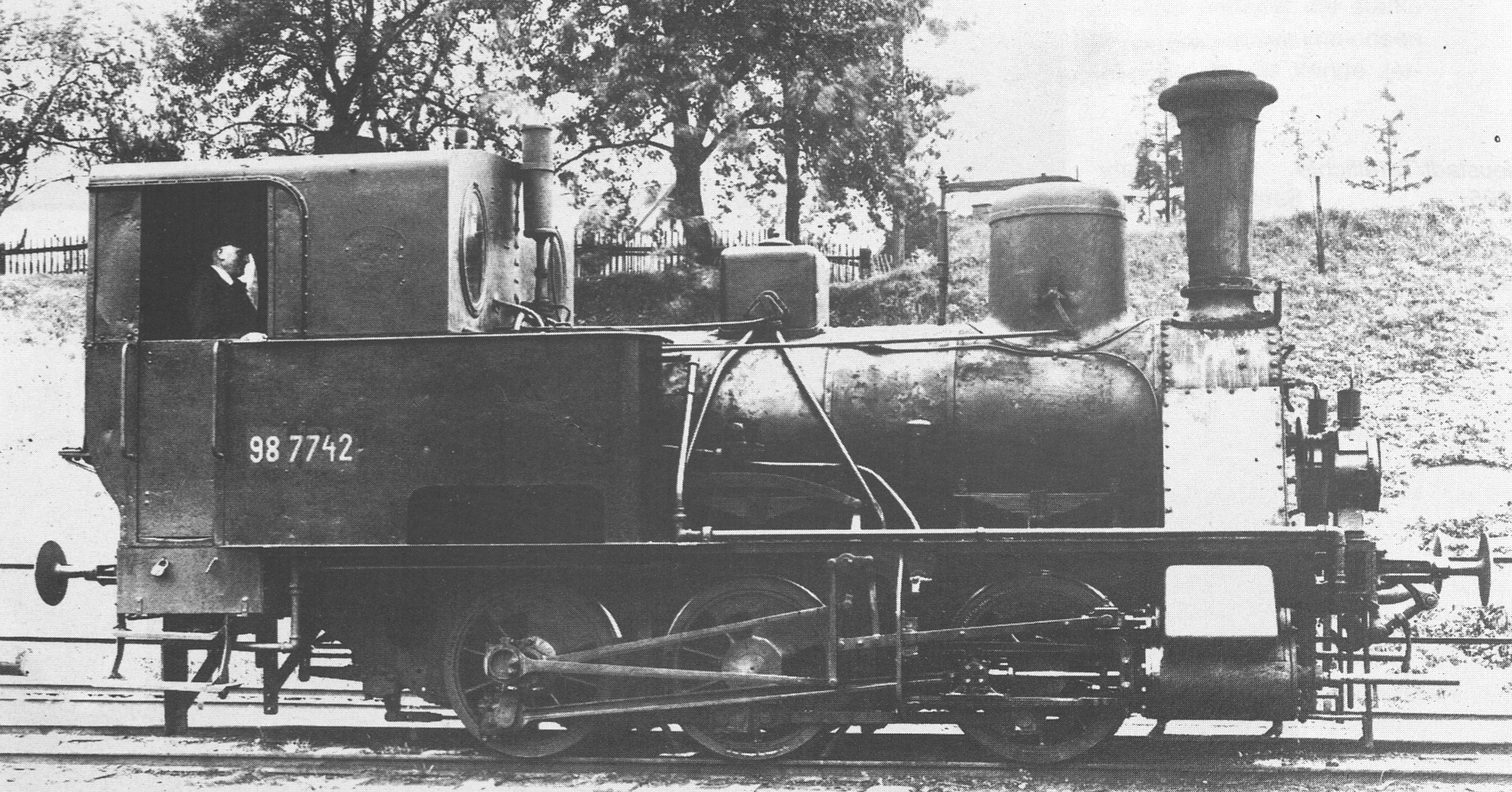
FrBB-Lokomotive HAINDORF, bereits im Bestand der Deutschen Reichsbahn (1940)

Auch für die normalspurigen Lokalbahnen lieferte Krauss in Linz die Lokomotiven. Die FBB beschafften eine dreifach gekuppelte Type, welche den zur gleichen Zeit beschafften T 3 der Preußischen Staatseisenbahnen recht ähnlich sahen. Die Lokomotiven verblieben stets auf ihren Stammstrecken und wurden erst nach dem Zweiten Weltkrieg von den ČSD ausgemustert. 
Siehe FBB Mildenau und Haindorf
Ab 1935 gehörten zum Bestand der FrBB auch zwei Dieseltriebwagen, die von Královopolská in Brünn geliefert wurden. Die ČSD als Eigentümer ordneten die Fahrzeuge als M 120.501 und 502 in ihren Bestand ein. Sie wurden bis 1940 eingesetzt und danach kriegsbedingt abgestellt. Nach dem Zweiten Weltkrieg wurden sie ohne weiteren Einsatz ausgemustert.
| Übersicht der Lokomotiven und Triebwagen | Übersicht der Lokomotiven und Triebwagen | Übersicht der Lokomotiven und Triebwagen | Übersicht der Lokomotiven und Triebwagen | Übersicht der Lokomotiven und Triebwagen | Übersicht der Lokomotiven und Triebwagen | Übersicht der Lokomotiven und Triebwagen | Übersicht der Lokomotiven und Triebwagen |
| ---------------------------------------- | ---------------------------------------- | ---------------------------------------- | ---------------------------------------- | ---------------------------------------- | ---------------------------------------- | ---------------------------------------- | ---------------------------------------- |
| FBB-Nummer                               | Spurweite                                | Anzahl                                   | Hersteller                               | Baujahr                                  | Achsformel                               | ČSD-Nummer                               | DR-Nummer                                |
| MILDENAU, HAINDORF                       | 1435 mm                                  | 2                                        | Krauss, Linz                             | 1899                                     | Cn2t                                     | 310.801 / 802                            | 98 7741 / 7742                           |
| Nr. 11–13                                | 750 mm                                   | 3                                        | Krauss, Linz                             | 1899                                     | C1'n2t                                   | U 37.07 - 09                             | 99 791 - 793                             |
| Nr. 21–24                                | 1435 mm                                  | 4                                        | Krauss, Linz                             | 1902 / 1908                              | Cn2t                                     | 311.501 - 504                            | 98 7751 - 7754                           |
| M 120.501–M 120.502                      | 1435 mm                                  | 2                                        | Královopolská, Brno                      | 1934                                     | (2)'A                                    | M 120.501–502                            | 136 300–136 301                          |

### Schmalspurige Wagen
Die von der FrBB beschafften Wagen entsprachen der damaligen österreichischen Bauart, wie sie von der Grazer Waggonfabrik zur gleichen Zeit auch für die Schmalspurbahnen mit bosnischer Spur in der österreichischen Reichshälfte geliefert wurden. Sie hatten wie die Lokomotiven die asymmetrische sächsische Trichterkupplung und die Heberleinbremse. Eine Umstellung auf die in Sachsen später übliche Körting-Saugluftbremse sowie Scharfenbergkupplung erfolgte nie. Für den Übergang regelspuriger Wagen besaß die FrBB ab 1904 vier von Ringhoffer in Prag gebaute Rollböcke sächsischer Bauart, die 1907 noch durch vier gebrauchte aus Zittau ergänzt wurden. Dieser Grundbestand wurde 1931 durch eine Serie vierachsiger offener Wagen erweitert, die von der Waggonfabrik Bohemia in Böhmisch Leipa geliefert wurden. Im Gegensatz zu den altösterreichischen Wagen entsprachen sie konstruktiv denen, die zur gleichen Zeit von der Reichsbahndirektion Dresden für ihre Strecken in Sachsen beschafft wurden. Die ČSD übernahmen alle Fahrzeuge infolge der Verstaatlichung im Jahr 1937. Ab Oktober 1938 gehörten sie zum Bestand der Deutschen Reichsbahn (DR), Reichsbahndirektion Dresden. Im Jahr 1941 erhielten sie neue Nummern nach sächsischem Schema, das nach 1945 auch von den ČSD beibehalten wurde.
Einige Wagen standen nach Kriegsende 1945 in Zittau und verblieben damit im Eigentum der DR. Die ČSD musterten die vier 1900 in Graz gebauten zweiachsigen Personenwagen nach Zugang neugebauter Wagen im Jahr 1964 aus. Die Güterwagen wurden nach Einstellung des Güterverkehrs 1960 zur Schmalspurbahn Ružomberok–Korytnica in der Slowakei umgesetzt und nach Anpassung von Spurweite, Kupplungen und Bremsen weiter verwendet. Die vierachsigen offenen Wagen erhielten dort moderne Aufbauten als Personenwagen und fuhren dort eine Zeitlang im Reiseverkehr.
Museal erhalten sind in Tschechien nur ein Gepäckwagen und der Kasten eines Güterwagens. Der 1969 ausgemusterte und an privat verkaufte Gepäckwagen wurde in den 1990er Jahren wieder mit einem Fahrwerk komplettiert und als D/ú 600 restauriert in den Museumszug in Jindřichův Hradec eingereiht. In der Slowakei existieren die Reste von zwei Wagen, die für eine museale Erhaltung gesichert wurden. In Deutschland blieb ein zweiachsiger offener Wagen in Sachsen und ein vierachsiger offener Wagen auf Rügen erhalten. Beide sind in jüngerer Zeit im letzten Einsatzzustand der DR restauriert worden.
| Übersicht der schmalspurigen Reisezug- und Güterwagen | Übersicht der schmalspurigen Reisezug- und Güterwagen | Übersicht der schmalspurigen Reisezug- und Güterwagen | Übersicht der schmalspurigen Reisezug- und Güterwagen | Übersicht der schmalspurigen Reisezug- und Güterwagen | Übersicht der schmalspurigen Reisezug- und Güterwagen | Übersicht der schmalspurigen Reisezug- und Güterwagen | Übersicht der schmalspurigen Reisezug- und Güterwagen                              | Übersicht der schmalspurigen Reisezug- und Güterwagen |
| ----------------------------------------------------- | ----------------------------------------------------- | ----------------------------------------------------- | ----------------------------------------------------- | ----------------------------------------------------- | ----------------------------------------------------- | ----------------------------------------------------- | ---------------------------------------------------------------------------------- | --- |
| FrBB-Nr.                                              | Bild                                                  | FOD-Nr. (ab 1925)                                     | ČSD-Nr. (ab 1935)                                     | DR-Nr. (1941–1945)                                    | Hersteller                                            | Baujahr                                               | Beschreibung                                                                       | Verbleib |
| 1–2                                                   |                                                       | 501–502                                               | 246–247                                               | K201–K202                                             | Graz                                                  | 1900                                                  | Personenwagen 2./3. Klasse, zweiachsig                                             | beide 1964 ausgemustert, der Kasten des Wagens 202 diente bis in die 1980er Jahre in Frýdlant als Lagerraum |
| 21–22                                                 |                                                       | 521–522                                               | 323–324                                               | K1401–K1402                                           | Graz                                                  | 1900                                                  | Personenwagen 3. Klasse, zweiachsig                                                | beide 1964 ausgemustert |
| 51                                                    |                                                       | 551                                                   | D/ú 600                                               | K2061                                                 | Graz                                                  | 1900                                                  | Gepäckwagen, zweiachsig                                                            | 1969 ausgemustert, 1993 für Museumszug in Jindřichův Hradec als ČSD D/ú 600 wieder betriebsfähig aufgearbeitet |
| 101–103                                               |                                                       | 601–603                                               | 2024–2026                                             | K2869–K2871                                           | Graz                                                  | 1900                                                  | gedeckter Güterwagen, zweiachsig mit Bremse                                        | Der Wagenkasten der Nr. 101 ist als Z/ú 2869 erhalten und im Museum Frýdlant hinterstellt |
| 151–153                                               |                                                       | 651–653                                               | 2073–2075                                             | K2872–K2874                                           | Graz                                                  | 1900                                                  | gedeckter Güterwagen, zweiachsig ohne Bremse                                       | |
| 201–203                                               |                                                       | 701–703                                               | 3000–3002                                             | K5320–K5322                                           | Graz                                                  | 1899                                                  | offener Güterwagen, zweiachsig mit Bremse                                          | Wagen 201 verblieb nach 1945 bei der DR und wurde 1966 zerlegt, Wagen 203 verblieb als Z/ú 5322 in Frýdlant und ist seit 1976 Exponat im slowakischen Landwirtschaftsmuseum Nitra |
| 231–233                                               |                                                       | 731–733                                               | 3003–3005                                             | K5323–K5325                                           | Graz                                                  | 1899                                                  | offener Güterwagen, zweiachsig ohne Bremse                                         | Wagen 232 verblieb nach 1945 als K5324 bei der DR in Zittau und wurde dort nach 1965 verschrottet |
| 251–253                                               |                                                       | 751–753                                               | 3056–3058                                             | K5326–K5328                                           | Graz                                                  | 1899                                                  | offener Güterwagen, zweiachsig, mit Bremse und Drehschemel für Langholztransport   | Wagen 251 verblieb nach 1945 mit der Nummer 97-19-67 bei der DR. Seit 1976 war er Exponat im Schmalspurbahnmuseum Rittersgrün, seit 2004 gehört er dem Interessenverband der Zittauer Schmalspurbahnen. Im letzten Einsatzzustand restauriert, ist er im Bahnhof Bertsdorf hinterstellt. |
| 281–283                                               |                                                       | 781–783                                               | 3059–3061                                             | K5329–K5331                                           | Graz                                                  | 1899                                                  | offener Güterwagen, zweiachsig, ohne Bremse, mit Drehschemel für Langholztransport | Der Wagen K5329 verblieb nach 1945 bei DR, Einsatz in Mügeln als 97-19-02, 1965 ausgemustert, 1967 als Schlackenwagen in Wolkenstein, danach zerlegt |
| -                                                     |                                                       | 801–805                                               | 4427–4431                                             | K7356–K7360                                           | Bohemia                                               | 1931                                                  | offener Güterwagen, vierachsig mit Bremse                                          | Der Wagen 804 verblieb 1945 bei der DR, er ist als 97-44-08 bei der RüBB museal erhalten. Die bei den ČSD verbliebenen vier Wagen wurden 1960 zur Schmalspurbahn Ružomberok–Korytnica in der Slowakei umgesetzt. Sie wurden 1962 bis 1964 in Personenwagen Bai/ú umgebaut. Bai/ú 607 (ex FOD 802) ist als Exponat im Landwirtschaftsmuseum Nitra erhalten, das Untergestell von Bai/ú 609 (ex FOD 805) ist bei der Museumsbahn in Čierny Balog noch vorhanden. |